# Vladimir Vajnsjtok
Vladimir Vajnsjtok (russisk: Владимир Петрович Вайншток) (født 2. marts 1908 i Sankt Petersborg i det Russiske Kejserrige, død 18. oktober 1978 i Moskva i Sovjetunionen) var en sovjetisk filminstruktør og manuskriptforfatter.

## Filmografi
- Kaptajn Grants Børn (Дети капитана Гранта, 1936)[1][2]
- Skatteø (Остров сокровищ, 1938)
- Vsadnik bez golovy (Всадник без головы, 1972)
- Vooruzjon i otjen opasen (Вооружён и очень опасен, 1977)